# Miloš Hynšt
Miloš Hynšt (19. prosince 1921 v Chudobíně – 1. listopadu 2010) byl český herec, divadelní režisér, organizátor, publicista a divadelní pedagog.

## Život
Studium herectví dokončil v roce 1944 na brněnské konzervatoři, kde kromě toho také vystudoval i
hru na klavír. Od roku 1944 vystupoval nejprve jako herec v Horáckém divadle, které v té době bylo nacisty donuceno přesídlit z Třebíče do Jihlavy. Zde se také začal aktivně věnovat i divadelní režii. Po dvou letech ale přesídlil zpět do Brna do někdejšího Svobodného divadla.
V roce 1947 se stal ředitelem Horáckého divadla v Jihlavě, zde působil 4 roky, poté
se v roce 1951 stal šéfem činohry ve Státním divadle Ostrava. V lednu 1959 se stal šéfem brněnské Mahenovy činohry a začal pedagogicky působit na brněnské Janáčkově akademii múzických umění, kde se stal vedoucím její divadelní katedry, jeho tehdejšími nejbližšími spolupracovníky zde byli, mimo jiné, Evžen Sokolovský a Bořivoj Srba.
Na počátku 70. let v době probíhající normalizace byl donucen odejít ze školy i z divadla a byl donucen odejít do Slováckého divadla v Uherském Hradišti. V roce 1982 pak přešel do Divadla pracujících Gottwaldov, kde působil do roku 1989. 
Po sametové revoluci v roce 1989 opět působil v brněnském Mahenově divadle a opět vyučoval na Janáčkově akademii múzických umění a věnoval se i publikační činnosti.
V roce 2000 obdržel Cenu města Brna v oboru dramatického umění.